# Attack av commandos
Attack av commandos (engelska: Attack on the Iron Coast) är en amerikansk-brittisk krigsfilm från 1967 i regi av Paul Wendkos.

## Handling
Major Wilson leder en kommandostyrka på ett självmordsuppdrag för att förstöra en tysk flottbas på franska kusten.

## Rollista i urval
- Lloyd Bridges - major James Wilson
- Andrew Keir - kapten Owen Franklin
- Sue Lloyd - Sue Wilson
- Mark Eden - kapten Donald Kimberley
- Maurice Denham - sir Frederick Grafton
- Walter Gotell - överste von Horst
- George Mikell - kapten Strasser
- Ernest Clark - generalmajor Woodbridge